# Holland (film)
Holland är en amerikansk mysteriethrillerfilm från 2025 i regi av Mimi Cave, skriven av Andrew Sodroski, och med Nicole Kidman, Gael García Bernal, Matthew Macfadyen och Jude Hill i rollerna.
Filmen hade premiär på filmfestivalen South by Southwest den 9 mars 2025, och släpptes på Amazon Prime Video den 27 mars 2025.

## Handling
En kvinna i en liten stad i Mellanvästern misstänker sin man för att leva ett dubbelliv, men saker och ting kan vara värre än hon först trodde.

## Rollista
| Nicole Kidman      | – Nancy Vandergroot |
| Gael García Bernal | – Dave Delgado      |
| Matthew Macfadyen  | – Fred Vandergroot  |
| Jude Hill          | – Harry Vandergroot |
| Rachel Sennott     | – Candy Deboer      |
| Lennon Parham      | – Lennon            |
| Isaac Krasner      | – Shawn Graumann    |
| Jeff Pope          | – Squiggs Graumann  |
| Jacob Moran        |                     |